# قسم سردق الريفي (مقاطعة بجستان)
قسم سردق الريفي (بالإنجليزية: Sar Daq Rural District)‏ هي منطقة ريفية تقع في إيران في ناحية يونس. يقدر عدد سكانها بـ 3,509 نسمة .